# 午夜乒乓
午夜乒乓（Midnight Ping Pong）是來自台灣台北的獨立樂團。成立於2013年6月。

## 團員

### 現任團員
- 劉邦傑 - 主唱、吉他手。
- 謝閎宥 - 吉他手。
- 曾菁菁 - 鼓手。
- 蘇賢緯 - 貝斯手。

## 簡介

### 樂團歷史
2012年夏天主唱與鼓手相識，2013年成立樂團，後經由朋友介紹認識現任的BASS手，起先編制為三人樂團，幾個月後謝閎宥確定加入。午夜乒乓正式成為四人編制。

## 風格
直線坦率大調搖滾樂

## 重點演出
2015年10月<太陽穴LIVE> W/透明雜誌，傷心欲絕。
  
2016年7月 WAKE UP FESTIVAL。
  
2016年11月專輯首發場。
 
2017年1月 <START TRIP TRIP> TOUR IN TOKYO。
 
2017年3月 MEGAPORT FESTIVAL。
 
2017年12月<LOUDER THAN YOU THINK>巡迴。

2018年7月 WAKE UP FESTIVAL。

2018年7月 <SUMMER!SUNRISE!SUNSET!> w/ DSPS。

2018年9-10月 The Fur.+午夜乒乓：
<夜的城市輪廓>聯合發片場（夜的輪廓EP）。

2018年11月 TAKAO ROCK。

2018年12月 台北覺醒大暖季 

2019年7月 嘉義覺醒音樂祭 

2020年12月 你也在這裏嗎

2023年10月 台南浪人音樂祭
2023年12月 你吸到我的空氣了
2024年3月 大港開唱

2024年4月 屏東台灣祭

## 作品
《2014 EP 青春午夜快車 Express Railway to Youth》
 
《2016 Album 劇烈物語 Intense Story》

《2018 EP 夜的輪廓》

《2023 Album 心建築 Heart Reconstructs》